# Penantian (Sosoh Buay Rayap)
Penantian is een bestuurslaag in het regentschap Ogan Komering Ulu van de provincie Zuid-Sumatra, Indonesië. Penantian telt 756 inwoners (volkstelling 2010).